# 松本元
松本 元（まつもと げん、1940年11月24日 - 2003年3月9日）は、日本の脳科学者。
神経細胞が巨大で観察しやすいヤリイカの人工飼育法の開発、神経細胞の研究、脳型コンピュータの開発を手掛けた。

## 経歴
1940年、東京市大森区北千束で生また。1960年、東京教育大学附属高等学校（現・筑波大学附属高等学校）を卒業。東京大学理学部物理学科で学び、1964年に卒業した。そして、東京大学大学院理学系研究科物理学専攻に進み、1969年に博士論文『(La[1-x]Ca[x])Mno3の研究』を提出して理学博士号を取得し、卒業した。
卒業後は、母校の東京大学理学部物理学科の助手に就いた。1971年より電子技術総合研究所（現産業技術総合研究所）に出向。1997年からは理化学研究所脳科学総合研究センターでグループディレクターを務めた。
学界では、1998年より日本生物物理学会会長を務めた。2003年に肝炎のため62歳でこの世を去った。講演では決まって「脳を活性化するのは愛です」と話す松本は、明るい人柄で慕われた。

## 受賞・栄典
- 正四位勲三等瑞宝章。

## 歩みと功績
物性物理学(磁性体の研究)から、生物物理学へと研究を移し、日本生物物理学会会長も務めた。物理畑出身の生物学者として、電子技術総合研究所（現在の産総研）におけるライフサイエンス分野の研究の黎明期を担った。脳機能の解明に向けた研究で知られる。
メモリアルサイトでは、松本の業績を総括して、(1)ヤリイカの人工飼育、(2)生物の物理学的理解、(3)ヤリイカ巨大神経における微小管の発見、(4)ヤリイカを用いたその他の研究(生物の機能と分子の関わりの解明)、(5)光計測による神経活動実時間イメージング、(6)脳の学習原理に関する実験的研究、(7)脳型コンピュータの基本設計、を挙げている。
研究テーマは、脳と同じ原理で情報処理を行う「脳型コンピュータ」の開発と、この研究を通じて「人間の脳」の仕組みを解明することにあった。まず松本は、電子技術総合研究所において、ヤリイカの人工飼育法の開発に着手した。巨大軸索をもつヤリイカは、モデル生物として最適であるが、生きたまま輸送し、人工飼育を実現することは不可能とされ、研究を進める上でのボトルネックとなっていた。動物行動学の権威で、ノーベル医学生理学賞を受賞したコンラッド・ローレンツから「人工的な飼育が不可能な唯一の動物」とすら言われていたが、本来、動物行動学とは無縁であった松本は周囲が「気が狂ったのではないか」と言うほどヤリイカに情熱を傾け、苦心の後、定常的に飼育する方法を開発するに至った。

巨大神経細胞が豊富に得られるようになった松本のグループは次々と研究成果を挙げ、脳・神経科学の分野で世界的な業績を生み出した。電総研の地下にはヤリイカの水槽がいくつもあり、見学者に「色がきれいだろう」と紹介したり、イカ焼きパーティーでヤリイカを振る舞ったりした。1970年頃、イカの死因は精神的ストレス説が主流であったが、松本は環境説を唱え、3年の努力の結果アンモニア濃度が原因と発見した。アンモニアを吸着し、測定できないほどに濃度を下げるとイカは何日か飼うことができた。さらに、アンモニアを分解するバクテリアを積極的に培養するバイオフィルターを採用することで、60日の飼育に成功した。
その後、脳型コンピュータの開発を行うため理化学研究所に移り、脳科学総合研究センターのディレクターとして研究を行い、ラット大脳海馬神経系での学習アルゴリズムを細胞下レベルで研究し、「脳がみずからを創る」戦略としての学習のモデルを提案し、これをシリコンLSIチップ化し、応用展開を試みていた。

## 著書

### 単著
- 『愛は脳を活性化する』岩波書店〈岩波科学ライブラリー〉、1996年9月。ISBN 9784000065429。

### 共著
- 吉成真由美、利根川進・北野宏明・養老孟司『心とコンピュータ』ジャストシステム、1995年4月。ISBN 9784883091003。
- 日垣隆、山元大輔・榎本知郎・松井豊『サイエンス・サイトーク 愛は科学で解けるのか』新潮社〈新潮OH!文庫〉、1995年4月。ISBN 9784102900253。
- 松沢哲郎『脳型コンピュータとチンパンジー学』ジャストシステム、1997年1月。ISBN 9784883093052。

### インタビュー
- 「科学はどこへ行く④ 松本元 脳型コンピュータに挑む生物物理学者」聞き手：田原総一朗『中央公論』1996年4月号、122-134頁
- 松本元「ひと・模様 脳は使う人によって決まる」『教育ジャーナル』2001年10月号、42-47頁

### 講演
- 松本元「第21回 村田浩部会 脳型コンピュータをつくる」『21世紀フォーラム』1996年6月号、32-43頁
- 松本元「脳を創る：成長の要因は何か」『火力原子力発電』2000年1月号、18-39頁

### 連載
- 雑誌『言語』（大修館書店）に1996年10月号から12月号まで「人とは何か」（全3回）を連載した。
- 雑誌『国際経済研究』に2000年7月号から10月号まで「脳のこころ：人が輝いて生きるために」（全4回）を連載した。